# Visimpex
A Visimpex-Hungary Kft. magyar tulajdonú, 1997-ben alapított győri kötőelem-nagykereskedés, melynek fő profilja a csavarok, kötőelemek, rögzítéstechnikai és munkavédelmi termékek, gépek értékesítése.
A vállalat ügyfelei kötőelem nagykereskedők és viszonteladók, valamint építő-, bútor- és villamosipari kivitelezők, illetve gyártók.

## Történet és főbb tudnivalók
A Visimpex alapításakor a cél a bútoripar és az építőipar szereplőinek minőségi kötőelemekkel történő ellátása volt az észak-magyarországi régióban. A Visimpex termékei mára országszerte elérhetők, köszönhetően kiépült értékesítői hálózatának és webáruházának.
A kezdeti időszak sikereit folyamatos bővítések jellemezték mind a forgalmazott csavarok, kötőelemek és egyéb rögzítéstechnikai termékek területén, mind a vállalat dolgozói létszámában.
Bővül a raktár: öt év folyamatos fejlődés alatt a társaság kinőtte bérelt raktárépületét, ezért 2003-ban 5000 m²-es földingatlant vásárolt a Győri Nemzetközi Ipari Park területén, ahol saját beruházásban modern irodaépület és raktárcsarnok épült. Újabb öt év elteltével a csavarraktár bővítése vált szükségessé, így 2008-ban az alapterületet 600 m²-rel, majd 2016-ban további 1500 m²-rel növelte.
A Visimpex-Hungary Kft. kínálatát képezik mind az ISO és DIN szabvány szerint legyártott csavarok, mind a műszaki rajzok alapján egyedileg készült kötőelemek - fémből, különféle ötvözetekből és műanyagból egyaránt, akárcsak az egyre nagyobb népszerűségnek örvendő építőipari ragasztók, ipari spray-k, munkavédelmi felszerelések, hegesztéstechnikai termékek.

## CSR
- Csavarbarátok a gyermekekért 1.rész Archiválva 2019. április 15-i dátummal a Wayback Machine-ben
- Csavarbarátok a gyermekekért 2.rész Archiválva 2019. április 15-i dátummal a Wayback Machine-ben
- Csavarbarátok a gyermekekért 3.rész Archiválva 2019. április 15-i dátummal a Wayback Machine-ben
- Csavarbarátok a gyermekekért 4.rész Archiválva 2019. április 15-i dátummal a Wayback Machine-ben
- Csavarbarátok a gyermekekért 5.rész Archiválva 2019. április 15-i dátummal a Wayback Machine-ben
- Csavarbarátok a gyermekekért 6.rész Archiválva 2019. április 15-i dátummal a Wayback Machine-ben
- Csavarbarátok a gyermekekért 7.rész Archiválva 2019. április 15-i dátummal a Wayback Machine-ben